# Маркиз Твиддэйл
Маркиз Твиддэйл (англ. Marquess of Tweeddale) — наследственный титул в системе Пэрства Шотландии. Он был создан 17 декабря 1694 года для Джона Хэя, 2-го графа Твиддэйла (1626—1697). Маркиз Твиддэйл имеет вспомогательные титулы: граф Твиддэйл (создан в 1646), граф Гиффорд (1694), виконт Уолден (1694), лорд Хей из Йестера (1488), барон Твиддэйл из Йестера в графстве Хаддингтон (1881). Все титулы, кроме последнего, являлись Пэрством Шотландии. Баронство Твиддэйл являлось Пэрством Соединённого королевства. В 1881—1963 годах лорды Твиддэйл заседали в Палате лордов Великобритании.
Титул учтивости старшего сына и наследника маркиза Твиддэйла — «Виконт Уолден».
Лорды Твиддэйл также являются наследственными камергерами Данфермлина.

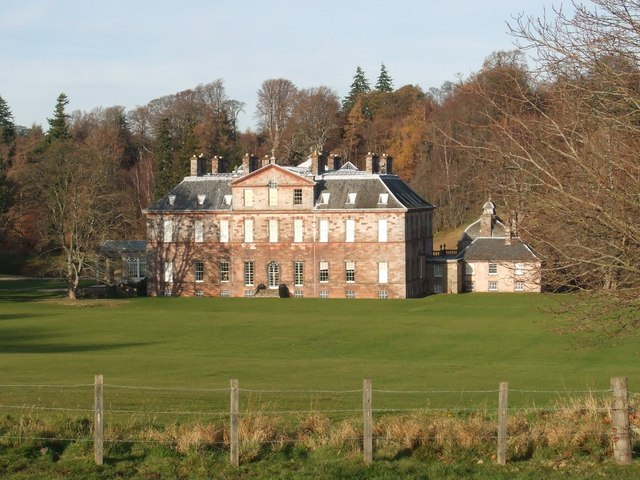
Йестер-хаус, резиденция маркизов Твиддэйл

Родовая резиденция — Йестер-хаус в окрестностях Гиффорда в графстве Восточный Лотиан.

## Лорды Хей из Йестера (1488)
- 1488—1508: Джон Хей, 1-й лорд Хей из Йестера (ок. 1450—1508), сын сэра Дэвида Хэя;
- 1508—1513: Джон Хей, 2-й лорд Хей из Йестера (ок. 1470 — 9 сентября 1513), старший сын предыдущего от второго брака;
- 1513—1543: Джон Хей, 3-й лорд Хей из Йестера (ум. 1543), сын предыдущего;
- 1543—1557: Джон Хей, 4-й лорд Хей из Йестера (ок. 1510—1557), сын предыдущего;
- 1557—1586: Уильям Хей, 5-й лорд Хей из Йестера (1538 — август 1586), сын предыдущего;
- 1586—1591: Уильям Хей, 6-й лорд Хей из Йестера (ок. 1561 — 29 мая 1591), старший сын предыдущего;
- 1591—1609: Джеймс Хей, 7-й лорд Хей из Йестера (ок. 1564 — 3 февраля 1609), младший брат предыдущего;
- 1609—1653: Джон Хей, 8-й лорд Хей из Йестера (1593 — 25 мая 1653), сын предыдущего, граф Твиддэйл с 1646 года.

## Графы Твиддэйл (1646)
- 1646—1653: Джон Хей, 1-й граф Твиддэйл (1593 — 25 мая 1653), сын 7-го лорда Хэя из Йестера;
- 1653—1697: Джон Хей, 2-й граф Твиддэйл (13 августа 1626 — 11 августа 1697), единственный сын предыдущего от первого брака, маркиз Твиддэйл с 1694 года.

## Маркизы Твиддэйл (1694)

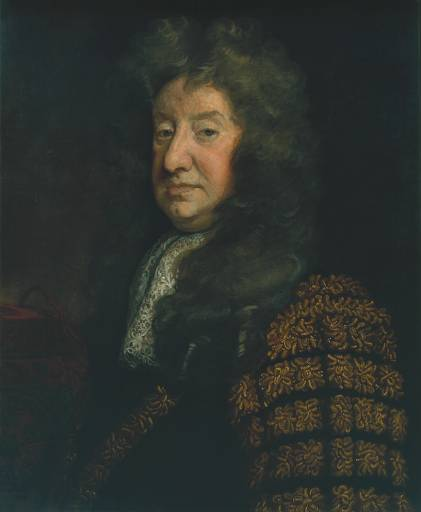
Джон Хей, 1-й маркиз Твиддэйл (1626—1697)

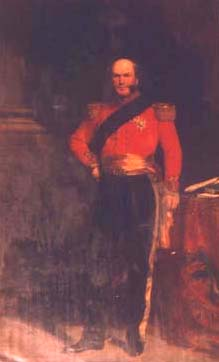
Фельдмаршал Джордж Хей, 8-й маркиз Твиддэйл (1787—1876)

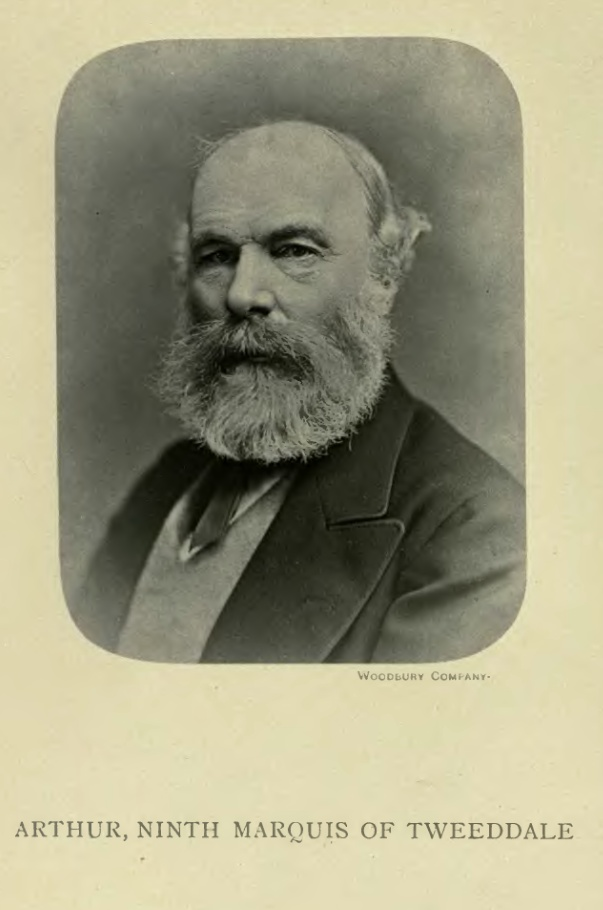
Артур Хей, 9-й маркиз Твиддэйл (1824—1878)

- 1694—1697: Джон Хей, 1-й маркиз Твиддэйл (13 августа 1626 — 11 августа 1697), единственный сын 1-го графа Твиддэйла от первого брака;
- 1697—1713: Джон Хэй, 2-й маркиз Твиддэйл (1645 — 20 апреля 1713), старший сын предыдущего;
- 1713—1715: Чарльз Хей, 3-й маркиз Твиддэйл (11 ноября 1670 — 17 декабря 1715), старший сын предыдущего;
- 1715—1762: Джон Хэй, 4-й маркиз Твиддэйл (1695 — 9 декабря 1762), второй сын предыдущего;
- 1762—1770: Джордж Хей, 5-й маркиз Твиддэйл (12 июля 1758 — 4 октября 1770), единственный сын предыдущего;
- 1770—1787: Джордж Хей, 6-й маркиз Твиддэйл (1700 — 16 ноября 1787), третий (младший) сын 3-го маркиза Твиддэйла;
- 1787—1804: Джордж Хей, 7-й маркиз Твиддэйл (1753 — 9 августа 1804), сын Джона Хэя (ум. 1765), внук бригадного генерала лорда Уильяма Хэя (ум. 1723), правнук 2-го маркиза Твиддэйла;
- 1804—1876: Джордж Хей, 8-й маркиз Твиддэйл (1 февраля 1787 — 10 октября 1876), старший сын предыдущего;
- 1876—1878: Артур Хей, 9-й маркиз Твиддэйл (9 ноября 1824 — 29 декабря 1878), второй сын предыдущего;
- 1878—1911: Уильям Хэй, 10-й маркиз Твиддэйл (27 января 1826 — 25 ноября 1911), младший брат предыдущего;
- 1911—1967: Уильям Хэй, 11-й маркиз Твиддэйл (4 ноября 1884 — 30 марта 1967), старший сын предыдущего;
- 1967—1979: Дэвид Джордж Монтегю Хей, 12-й маркиз Твиддэйл (25 октября 1921 — 23 января 1979), единственный сын генерал-майора лорда Эдварда Дугласа Джона Хэя (1888—1944) от первого брака, внук 10-го маркиза Твиддэйла;
- 1979—2005: Эдвард Дуглас Джон Хей, 13-й маркиз Твиддэйл (6 августа 1947 — 1 февраля 2005), старший сын предыдущего от первого брака;
- 2005 — настоящее время: Чарльз Дэвид Монтегю Хей, 14-й маркиз Твиддэйл (род. 6 августа 1947), младший брат предыдущего;
  - Наследник: Лорд Алистер Джеймс Монтегю Хей, Мастер Твиддэйл (род. 4 ноября 1955), младший брат предыдущего;
    - Второй наследник: Лорд Эндрю Артур Джордж Хей (род. 24 октября 1959), сводный брат предыдущего;
      - Третий наследник: Ангус Дэвид Джордж Хей (род. 1991), старший сын предыдущего.